# Hannah van Niekerk
Hannah van Niekerk (* 28. Januar 2005) ist eine südafrikanische Hürdenläuferin, die sich auf die 400-Meter-Distanz spezialisiert hat.

## Sportliche Laufbahn
Erste internationale Erfahrungen sammelte Hannah van Niekerk im Jahr 2024, als sie bei den U20-Weltmeisterschaften in Lima in 56,98 s die Bronzemedaille über 400 m Hürden gewann. Im Jahr darauf kam sie bei den World Athletics Relays 2025 in Guangzhou in der Frauenstaffel sowie in der Mixed-Staffel über 4-mal 400 Meter zum Einsatz und im Juli belegte sie bei den World University Games in Bochum in 58,02 s den siebten Platz über 400 m Hürden.
2025 wurde van Niekerk südafrikanische Meisterin in der 4-mal-400-Meter-Staffel.

## Persönliche Bestzeiten
- 400 Meter: 52,72 s, 12. April 2025 in Gaborone
- 400 m Hürden: 56,16 s, 23. Juli 2025 in Bochum